# Fodé Mohamed Soumah
Pour les articles homonymes, voir Soumah.
Fodé Mohamed Soumah est un homme politique et ancien députée guinéen.
Président du parti Génération citoyenne et membre du RPG Arc-en-ciel en 2010.

## Biographie
Fodé Mohamed Soumah président du club de réflexion association guinéenne d’études et de prospectives (AGEP) à la création du parti politique Génération Citoyenne (GéCi) en passant par l’ONG action citoyenne pour le développement intégré( ACDI), il fait des études dans le domaine de la haute finance et une carrière professionnelle en tant que cadre à la Bred ( Banque populaire ) et sur le parquet du palais de Brongniart à la criée au sein de la société de compensation des marchés conditionnels (SCMC), il dévient sénior à la salle des marchés de la Bourse de Paris.                                                        

### Parcours politique
Fodé Mohamed est l'un des 24 candidats qui ont participé à l'élection présidentielle guinéenne de 2010, éliminé au premier tour avec 0,11 % des voix. En 2013 et 2020, il participe aux élections législatives guinéennes et son parti remporte à chaque élection un siège.